# Бри, Джеймс
Джеймс Па́трик Бри (англ. James Patrick Bree; родился 11 декабря 1997) — английский футболист, правый защитник клуба «Саутгемптон».

## Клубная карьера
С 2006 по 2009 год выступал за юношескую команду «Оссетт Таун». В 2009 году присоединился к футбольной академии «Барнсли». 3 мая 2014 года в матче против «Куинз-Парк-Рейнджерс» он дебютировал в Чемпионшипе. В январе 2017 года стал игроком «Астон Виллы». 4 февраля в матче против «Ноттингем Форест» он дебютировал в составе «львов». В январе 2019 года отправился в аренду в клуб «Ипсвич Таун» до конца сезона. 2 февраля против «Шеффилд Уэнсдей» он дебютировал в составе нового клуба.
В начале августа 2019 года был арендован клубом «Лутон Таун». 10 августа в матче против «Кардифф Сити» он дебютировал в составе «Лутона». 16 марта 2021 года забил первый гол за «Лутон Таун» в против «Ковентри Сити». В конце января 2023 года Бри стал игроком клуба Премьер-Лиги «Саутгемптон». 4 февраля в матче против клуба «Брентфорд» Джеймс Бри дебютировал в Премьер-Лиге. По итогам сезона 2023/23 «святые» вылетели из Английской Премьер-Лиги.

## Достижения
«Барнсли»
- Обладатель Трофея Английской футбольной лиги: 2015/16